# Уюні (місто)
Уюні (ісп. Uyuni) — місто на південному заході Болівії, в департаменті Потосі. Засновано 1890 року як торговий пост. За офіційними даними, 2010 року в місті проживало 21400 осіб.

## Географія
Уюні розташовано на висоті 3670 метрів над рівнем моря.

### Клімат
Місто розташоване у зоні, котра характеризується кліматом тропічних степів.
| Клімат Уюні             | Клімат Уюні | Клімат Уюні | Клімат Уюні | Клімат Уюні | Клімат Уюні | Клімат Уюні | Клімат Уюні | Клімат Уюні | Клімат Уюні | Клімат Уюні | Клімат Уюні | Клімат Уюні | Клімат Уюні |
| Показник                | Січ.        | Лют.        | Бер.        | Квіт.       | Трав.       | Черв.       | Лип.        | Серп.       | Вер.        | Жовт.       | Лист.       | Груд.       | Рік         |
| Абсолютний максимум, °C | 37          | 32          | 30          | 28          | 23          | 21          | 20          | 22          | 22          | 30          | 36          | 33          | 37          |
| Абсолютний мінімум, °C  | −6          | −7          | −12         | −17         | −22         | −18         | −20         | −20         | −18         | −12         | −12         | −10         | −22         |
| Норма опадів, мм        | 70          | 40          | 10          | 0           | 0           | 0           | 0           | 0           | 0           | 0           | 0           | 30          | 170         |
| Днів з дощем            | 4           | 3           | 1           | 0           | 0           | 0           | 0           | 0           | 0           | 0           | 0           | 2           | 15          |
| Вологість повітря, %    | 48          | 52          | 48          | 48          | 38          | 42          | 35          | 34          | 31          | 30          | 35          | 39          | 40          |
| ----------------------- | ----------- | ----------- | ----------- | ----------- | ----------- | ----------- | ----------- | ----------- | ----------- | ----------- | ----------- | ----------- | ----------- |
| Джерело: Weatherbase    |             |             |             |             |             |             |             |             |             |             |             |             |             |

## Економіка і туризм
Нині основною функцією міста є приймання туристів, які приїхали відвідати солончак Уюні. Також місто є важливим транспортним вузлом, в якому перетинаються залізниці до Калами (Чилі), Вільясона (кордон з Аргентиною), Ла-Паса, Потосі.
Серед пам'яток міста слід відзначити кладовище поїздів, що утворилось після різкого падіння вантажоперевезень.